# HMS Sirius (82)
«Сіріус» (82) (англ. HMS Sirius (82) — військовий корабель, легкий крейсер типу «Дідо» підкласу «Дідо» Королівського військово-морського флоту Великої Британії за часів Другої світової війни.

## Історія створення
«Сіріус» закладений 6 квітня 1938 на верфі компанії HMNB Portsmouth у Портсмуті, однак був пошкоджений унаслідок ураження авіаційною бомбою під час нальоту Люфтваффе на морський порт 5 квітня 1941 року. Корабель перевели до Шотландії та завершив будівництво на верфі Scotts Shipbuilding and Engineering Company у Гріноку. 6 травня 1942 увійшов до складу Королівських ВМС Великої Британії.

## Дизайн та конструкція
Легкий крейсер «Сіріус» мав корпус загальною довжиною між перпендикулярами 148 м, бімс — 15,4 м та осадку до 4,3 м. Водотоннажність бойового корабля становила: стандартна — 5 600 довгих тонн та повна — 6 850 довгих тонн відповідно.
Головна енергетична установка складалася з чотирьох триколекторних Адміралтейських котлів та чотирьох парових турбін Parsons.
Проектна потужність силової установки становила 62 000 к.с. (46 000 кВт), що мало забезпечити максимальну швидкість ходу (при повному навантаженні) в 32,25 вузлів (60 км/год). Дальність плавання сягала 1 500 морських миль (2 780 км) 30-вузловим ходом (28 км/год) або 4 240 миль (6 820 км) на швидкості 16 вузлів. Екіпаж корабля — 480 членів.
Корабельна артилерія головного калібру (ГК) на крейсері «Сіріус» під час введення до строю становила п'ять 133-мм універсальних двоствольних гармат Mark III у баштах Mark II. Максимальний кут піднесення +70°, зниження на −5°. Маса снаряда 36,3 кг, початкова швидкість — 792 м/с. Боєзапас становив 340 пострілів на ствол, живучість ствола — 750 пострілів.
Основним зенітним озброєнням на крейсері були 12 зенітних гармат QF 2 та чотири зчетверені 12,7-мм зенітні кулеметні установки Vickers .50 Mk III з швидкострільністю 500—600 постр./хв.
Торпедне озброєння «Сіріуса» складалося з двох зчетверених 21-дюймових (533-мм) торпедних апаратів конструкції Q.R.Mk.VIII, що розташовувалися в кормовій частині корпусу на осьовій лінії.

## Служба

### 1942
Введення крейсеру до строю затрималося через бомбардування його в доці HMNB Portsmouth німецькою авіацією. 6 травня 1942 року «Сіріус» закінчив комплектування і почав проведення ходових випробувань, що тривали до 9 травня, після чого увійшов до складу флоту в Скапа-Флоу, проходячи службу в Північному морі і у Північно-західних підходів.
20 червня 1942 року крейсери «Сіріус», «Кюрасао» і п'ять есмінців сформували З'єднання «X». Воно ескортував конвой «Даммі», що складався з допоміжних мінних загороджувачів і вугільників, які виконували відволікаючі дії під час переходу арктичного конвою PQ-17.
Наприкінці липня крейсер був виділений від Флоту Метрополії для проведення ескортної операції з доставки припасів на Мальту. 31 липня 1942 він вийшов зі Скапа-Флоу з авіаносцями «Вікторіос» і «Аргус», лінкорами «Нельсон» та «Родні» та есмінцями ескорту на посилення ударного авіаносного угруповання, що формувалося для захисту важливого конвою. З Гібралтару назустріч вийшли авіаносець «Ігл» та крейсер «Карібдіс». З Фрітауна до формування приєдналися «Індомітебл» з крейсером «Фібі». З 6 по 9 серпня 1942 року, після зустрічі в точці рандеву в Атлантиці, кораблі провели навчання під кодовою назвою «Берсерк» з наведення винищувачів, протичовнової оборони та організували взаємодію між авіаносцями.
9 серпня крейсер увійшов до складу З'єднання «Z», яке проводило прикриття конвою WS21S на переході з Гібралтару до Сицилійської протоки.
20 серпня 1942 року вийшов з Гібралтару до Фрітауна разом з крейсером «Фібі» і есмінцями «Квентін» і «Вінсіттарт» для прикриття конвою. З 24 серпня ці ж кораблі і есмінці «Вімі» і «Патфайндер» супроводжували до США лайнер «Квін Елизабет».
У вересні крейсер був виділений для дій по захисту конвоїв у Південній Атлантиці та Індійському океані. Він був відділений разом з однотипним «Фібі» для допомоги південно-африканським ВМС у патрулюванні важливих напрямків для перехоплення ворожих проривачів блокади. У жовтні ці два крейсери перейшли до патрулювання у Південну Атлантику для захисту судноплавства. 23 жовтня крейсер «Фібі» був пошкоджений торпедою ворожої субмарини U-161 і «Сіріус» ескортував його до порту Пуент-Нуар.
У листопаді 1942 року «Сіріус» переведений до складу сил, що виділялися на прикриття висадки морського десанту в Північній Африці. Він перейшов до Гібралтару, де приєднатися до З'єднання Н. 8 листопада він вийшов разом з лінкором «Герцог Йоркський», лінійним крейсером «Рінаун», авіаносцями «Вікторіос» і «Фомідебл», крейсерами «Аргонавт» і «Бермуда» до берегів Північного Алжиру для прикриття операції від надводних морських атак.
25 листопада 1942 року HMS «Сіріус» переведений до 12-ї ескадри крейсерів у З'єднанні «Q», призначеного для захисту конвоїв біля алжирських берегів і перехоплення конвоїв противника. 2 грудня британське з'єднання «Q» під командуванням контр-адмірала С.Харкота, що патрулювало у цій частині Сицилійської протоки, й мало у своєму складі 3 легких крейсери «Аврора», «Аргонаут» і «Сіріус», а також 2 есмінці супроводження, британський «Квентін» та австралійський «Кіберон» схопилося в бою з італійським конвоєм, в ході якого були потоплені всі торгові судна ворожого конвою і есмінець «Фольгоре», котрий їх ескортував. На зворотному шляху до Мальти, з'єднання «Q» піддалося атаці з повітря італійськими бомбардувальниками «Савойя» SM.79, які намагалися потопити кораблі супротивника, але марно. Пізніше, внаслідок повітряної атаки німецької авіації Ju 88 був потоплений британський есмінець «Квентін», загинуло 20 матросів.

### 1943
1 січня 1943 року «Аврора», «Аргонаут» і «Сіріус» плюс крейсер «Дідо» вийшло в черговий патруль для перехоплення ворожих кораблів.
7 січня «Сіріус» разом з крейсером «Дідо» ескортували з Гібралтару до Бону швидкохідний мінний загороджувач «Абдель», що йшов для постановки загородження на Скеркі-Бенк.
Протягом лютого З'єднання «Q» здійснювало патрулювання в західному і центральному Середземномор'ї, причому крейсера чергувалися, діючи попарно: «Сіріус» з «Дідо» та «Аргонаут» з «Авророю».
12 березня 1943 року «Сіріус» узяв участь у бою з ворожими торпедними катерами поблизу Бізерти, спільно з крейсером «Аврора», і есмінцями «Лайтнінг» і «Лоял». У ході бою «Лайтнінг» був потоплений.
З квітня по червень крейсер продовжував діяти в центральному Середземномор'ї, однак бойових зіткнень вже не було, так як противник у Північній Африці був розгромлений. Після чого крейсер включений до складу сил, що залучалися до висадки морського десанту на Сицилію.
9 липня 1943 року крейсер разом з лінкорами «Кінг Георг V» і «Хау», крейсером «Дідо» і есмінцями «Джервіс», «Пантер», «Патфайндер», «Пенн», «Паладин» і «Пітард» розгорнулися південніше Сардинії для прикриття зони висадки від можливих дій італійського надводного флоту. Після чого був відділений разом з «Дідо» для артилерійської підтримки морського десанту. 10 липня крейсер вийшов з Бона для підтримки дій союзних військ у Марсали.
31 липня 1943 року «Сіріус» разом з «Дідо» і «Евріал» бомбардував Вібо-Валентія на західному узбережжі Італії, напередодні висадки союзників на материку. У серпні крейсер продовжував підтримувати наземні війська, базуючись на Мальті.
8 вересня крейсер разом з «Аврора», «Пінелопі», «Дідо» і «Абдель» завантажили в Бізерті на борт частини 1-ї британської повітряно-десантної дивізії, що призначалася для висадки в Таранто. 9 вересня ці кораблі приєдналися до ударного угруповання, до якого входили лінкори «Кінг Георг V» і «Хау» і американським крейсером «Бойсе» увійшли в гавань Таранто. При вході, на міні встановленій при відході німцями, підірвався мінний загороджувач «Абдель», які зазнали великих втрат в особовому складі на борту.
17 вересня 1943 крейсер приєднався до крейсерів «Морішиес» і «Орайон», які проводили обстріл узбережжя під час висадки в Салерно. 18 вересня крейсер був пошкоджений близькими розривами авіабомб, але продовжив участь в операції. Тільки 25 вересня він повернувся на Мальту.
У жовтні крейсер був переведений до Егейського моря для підтримки британської окупації островів після капітуляції італійців. 4 жовтня він прибув туди разом з крейсерами «Аврора», «Пінелопі» і «Дідо» для перехоплення німецьких десантних засобів.
6 жовтня 1943 року «Сіріус» разом з «Пінелопі» і есмінцями «Фокнор» і «Ф'юрі» на північ від Астипалея брав участь у бою з німецьким конвоєм, що складався з допоміжного мисливця за підводними човнами UJ-2111 (667 тонн, колишній італійський Tramaglio), вантажного судна Olympus (5 216 БРТ) і 7 швидкохідних десантних барж. У ході бою був потоплений UJ-2111, а всі судна конвою були також потоплені, або підпалені, крім одної баржі. По дорозі назад через протоку Скарпанто кораблі піддалися інтенсивній повітряній атаці, але 7 жовтня повернулися до Александрії, при цьому «Пінелопі» отримала пошкодження.
17 жовтня він повернувся до Егейського моря спільно з есмінцями «Патфайндер», «Екліпс» і «Бофорт». Ці кораблі йшли на підтримку крейсера «Аврора» і есмінців, які діяли в цих водах. Обидва крейсери провели обстріл гавані Коса, після чого піддалися потужній та інтенсивній атаці. «Сіріус» був уражений на юті 250 кг бомбою, ще 4 близьких розриву викликали пожежі на кормі. Серйозних пошкоджень від уламків бомб зазнали корабельне озброєння і радарні антени. Зі складу екіпажу загинуло 14 чоловіків, ще 30 отримали поранення. Проте кораблі повернулися до Александрії.
У листопаді 1943 року крейсер перейшов у Массава, де встав на ремонт.

### 1944
19 лютого 1944 року капітальний ремонт корабля був завершений і у березні крейсер був підготовлений для подальшої служби у складі Середземноморського флоту. У квітні він прибув до Неаполя і увійшов до складу 15-ї ескадри крейсерів. У травні крейсер перебував у центральній частині Середземного моря для підтримки військових операцій в Італії. Незабаром був виділений до складу угруповання ВМС, що призначалися до підтримки висадки морського десанту в Нормандії й здійснив перехід до Клайду.
20 травня 1944 року «Сіріус» прибув на військово-морську базу в Клайді і увійшов до Флоту Метрополії, який у рамках підготовки до проведення операції «Нептун» — морської частини висадки в Нормандії, проводив практичні стрільби у Північно-західних підходах.
У перші дні червня крейсер включили як резервний артилерійський корабель до Східного оперативного командування ВМС з флагманським лінкором «Родні» на чолі з британським адміралом Філіпом Віаном, що забезпечувало прикриття висадки двох британських та однієї канадської дивізій. Кораблі завчасно мали вийти до району рандеву в Ла-Манші, але операція була відкладена на 24 години. 5 червня з'єднання все ж прибуло до визначеного району зосередження.
З 7 червня «Сіріус» разом з «Родні» відплив з протоки Солент для артилерійської підтримки військ, що висадилися на етапі зосередження на французькому березі. Разом з важким крейсером «Фробишер» «Сіріус» забезпечував протиповітряну оборону під час висадки на плацдарм «Сорд».
На початку липня крейсер був виведений зі складу сил підтримки операції Оверлорд та повернувся до Середземномор'я, де готувалася висадка морського десанту на південне узбережжя Франції — операція «Драгун». У серпні він спільно з французьким крейсером «Жанна д'Арк» увійшов в Неаполі до складу резервних сил флоту. 23 серпня він вийшов з порту в Тулон, щоб замінити крейсер «Аврора» у складі групи обстрілу Тулона. 24 серпня він прибув і почав артилерійський обстріл фортів Сен-Мадре. 30 серпня «Сіріус» спільно з крейсером «Дідо» вийшли з-під командування американців і повернулися під командування Середземноморського флоту, продовживши службу на цьому театрі воєнних дій.
13 вересня «Сіріус» як флагманський корабель представляв Велику Британію під час церемоніального вступу союзників до Тулону.
У жовтні 1944 року крейсер переведений до британських сил в Егейському морі для проведення операцій по захопленню островів Егейського моря і материкової Греції. 15 жовтня він прибув до Афін. 27 жовтня висадив десант на Діакопі.
У листопаді та грудні, крейсер разом з ескадрою був направлений до східного Середземномор'я для захисту конвойних операцій. 18 грудня крейсер забрав моряків з острова Мітилена.

### 1945
У січні 1945 року «Сіріус» разом з ескадрою переведений на Мальту, на ньому базувалися міністр закордонних справ Великої Британії Ентоні Іден і Держсекретар США Едвард Стеттініус напередодні конференції союзників у Ялті. З лютого по травень крейсер разом з ескадрою патрулював у Середземному морі, базуючись на Мальті. Після дня Перемоги крейсер залишався на Середземному морі для підтримки операцій на Егейському та Адріатичному морях. До закінчення бойових дій на Тихоокеанському театрі війни на кораблях здійснювалася інтенсивна підготовка до виконання бойових завдань на Далекому Сході.

### Післявоєнний час
Британський крейсер «Сіріус» залишався на Середземному морі у складі 15-ї крейсерської ескадри до 17 лютого 1946, після чого вирушив на ремонт до Великої Британії. Після завершення ремонту в Портсмуті «Сіріус» взяв участь у відкритті військового меморіалу на честь рейду на Сен-Назер за часів Другої світової війни. У тому ж році він був присутній на королівському огляді в Клайді.
У 1947 році крейсер тимчасово виведений зі складу флоту через некомплект екіпажу, але вже наступного року знову став до строю. У квітні 1949 року крейсер виведений до резерву. Після шести років перебування в резервному флоті крейсер був виключений зі списків ВМС Великої Британії та проданий на злам компанії BISCO, для розбирання Hughes Bolckow у Блайт, куди він прибув 15 жовтня 1956 року.